# Ферари F1 640
Ферари 640 е болид от Формула 1, с който отборът на Скудерия Ферари участва през сезон 1989. То е пилотиран от британеца Найджъл Менсъл (който премина от Уилямс след четири сезона) и австриеца, Герхард Бергер.
Дизайнът на болида е дело на Джон Барнард, като болидът е с остър нос, тесен монокок и издути вертикално въздушни кутии. Първоначално болидът имаше две малки въздушни кутии на двете страни до пилота, преди да бъде променен с голяма въздушна кутия над пилота от ГП на Мексико.
Задвижван с двигателя Ферари Типо 035/5, който е 3.5 литров V12 двигател, 640 достигаше до 660 конски сили към края на сезона. Двигателът обаче е със 15 конски сили по-слаб от двигателя V10 на Хонда, задвижван върху болидите на Макларън. Трансмисията привлече голямо внимание, защото това е първият болид задвижван с полуавтоматична скоростна кутия. Това бе честен проблем за Ферари в първите няколко състезания. Дори новият пилот на Скудерията, Найджъл Менсъл се шегувал, че болидът няма да издържи пълната дистанция и си е резервирал полет, около половината дистанция. Менсъл обаче стигна до финала, и то на първа позиция. След това Менсъл не видя финалната права до ГП на Франция където завърши втори, следвано от още три влизания на подиума, включително и победата в Унгария. Докато при Герхард Бергер, той често бе съпътстван от проблеми като австриеца отпадна в 10 поредни състезания, както и пропускайки състезанието в Монако, заради контузиите които получи на състезанието в Имола. Тази черна серия бе спряна с второ място в Монца, следвано от победа в Ещорил и второ в Херес.
В края на сезона Менсъл завърши четвърти на шампионата при пилотите с 38 точки, докато Бергер завърши седми с 21. С общ брой от 59 точки, Ферари завършиха зад шампионите от Макларън и от Уилямс, за да завършат трети при отборите, след като бяха втори в по-голямата част от сезона. Главна причина за това бе отпаданията на Менсъл и на Бергер в последните две състезания, докато пилотите на Уилямс завършиха втори и трети в Сузука и първи и трети в Аделейд.
640 е заменен от наследника си 641 за сезон 1990.

## Резултати от Формула 1
| Година | Отбор            | Двигател                   | Гуми | Пилоти         | 1   | 2   | 3   | 4   | 5   | 6   | 7   | 8   | 9   | 10  | 11  | 12  | 13  | 14  | 15  | 16  | Тчк. | WCC |
| ------ | ---------------- | -------------------------- | ---- | -------------- | --- | --- | --- | --- | --- | --- | --- | --- | --- | --- | --- | --- | --- | --- | --- | --- | ---- | --- |
| 1989   | Scuderia Ferrari | Ферари Tипо 035/5 3.5Л V12 | Г    |                | BRA | SMR | MON | MEX | USA | CAN | FRA | GBR | GER | HUN | BEL | ITA | POR | ESP | JPN | AUS | 59   | 3rd |
| 1989   | Scuderia Ferrari | Ферари Tипо 035/5 3.5Л V12 | Г    | Найджъл Менсъл | 1   | Ret | Ret | Ret | Ret | DSQ | 2   | 2   | 3   | 1   | 3   | Ret | DSQ | EX  | Ret | Ret | 59   | 3rd |
| 1989   | Scuderia Ferrari | Ферари Tипо 035/5 3.5Л V12 | Г    | Герхард Бергер | Ret | Ret | INJ | Ret | Ret | Ret | Ret | Ret | Ret | Ret | Ret | 2   | 1   | 2   | Ret | Ret | 59   | 3rd |